# Saropla
Saropla is een geslacht van vlinders van de familie sikkelmotten (Oecophoridae), uit de onderfamilie Oecophorinae.

## Soorten
- S. amydropis Meyrick, 1889
- S. ancistrotis Meyrick, 1889
- S. ataurota Turner, 1942
- S. caelatella Meyrick, 1884
- S. cleronoma Meyrick, 1884
- S. dryozona Meyrick, 1913
- S. glagoessa Turner, 1942
- S. harpactis Meyrick, 1889
- S. hemixantha Turner, 1939
- S. philocala Meyrick, 1884
- S. prodotis Meyrick, 1914